# جوزفو زارلینو
جوزفو زارلینو (ایتالیایی: Gioseffo Zarlino، زادهٔ ۳۱ ژانویه ۱۵۱۷ – درگذشت ۴ فوریه ۱۵۹۰)، نظریه‌پرداز موسیقی و آهنگ‌ساز اهل جمهوری ونیز در دوره رنسانس بود. او یکی از مشهورترین نظریه‌پردازان موسیقی اروپا در کنار آریستوکسنوس و ژان فیلیپ رامو بود و سهم بزرگی در گسترش دانش کنترپوان داشته‌است.

## زندگی‌نامه
«جوزفو زارلینو» به تاریخ ۳۱ ژانویه ۱۵۱۷م، در شهر کیوجا در نزدیک ونیز متولد شد. آموزش ابتدایی او با فرانسیسکویی‌ها بود و سپس به آنها پیوست. در سال ۱۵۳۶، خوانندهٔ «کلیسای جامع کیوجا» شد و تا سال ۱۵۳۹م، نه تنها خوانندهٔ سرودهای مذهبی بود بلکه ارگانیست اصلی کلیسا نیز شد. وی در سال ۱۵۴۱، به ونیز رفت تا با اساتید و کنترپوانیست‌های آکاپلا در کلیسای جامع سینت مارکو آشنا شود.
در سال۱۵۶۵، پس از استعفای «چیپریانو دِرورِ» از پُستِ استادی (کاپل مایستر) «مدرسهٔ ونیزی»، زارلینو به این سِمَت که یکی از معتبرترین پُست‌های موسیقی در ایتالیا بود، منصوب شد و تا آخر عمر آن را حفظ کرد.

## فعالیت‌ها
زارلینو با اینکه آهنگساز پرکار و متوسطی بود ولی «موتِت»‌های درخشانی داشت که تسلط وی را در کانن‌های‌‌ کنترپوانتیک نشان می‌داد. اما با این حال عمدهٔ شهرت اصلی وی به‌عنوان نظریه‌پرداز موسیقی بود و نخستین موسیقی‌دانی است که این کار را با دقت انجام داده‌است. گر چه این احتمال هم وجود دارد که «پیترو آرون»، اولین کسی باشد که نظریهٔ اعتدال میانگین را طرح کرده باشد.
همچنین زارلینو اولین کسی بود که اولویت استفاده از سه‌صدایی بر اساس فاصله را برای ایجاد هارمونی مطرح ساخت و همچنین اولین نظریه‌پرداز در ممنوعیت استفاده از فواصل پنجم و اکتاو موازی در کنترپوان بود.

## یادداشت
1. ↑  Chioggia Cathedral
2. ↑  Cipriano de Rore
3. ↑  Venetian School
4. ↑  Motet
5. ↑  نوعی موسیقی آوازی مذهبی
6. ↑  Pietro Aaron